# فهرست وابسته‌های دیپلماتیک گامبیا

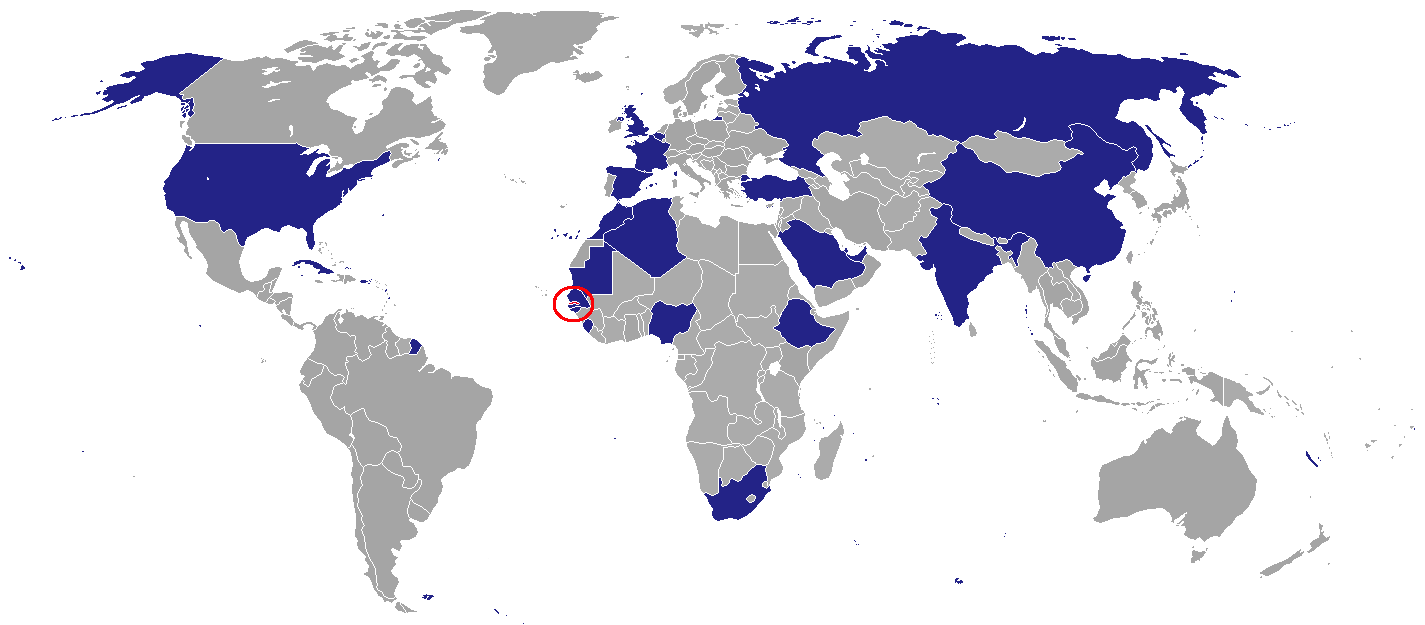
وابسته‌های دیپلماتیک گامبیا

این مقاله شامل فهرست وابسته‌های دیپلماتیک گامبیا است. جمهوری گامبیا در سال ۱۹۶۵ از بریتانیا مستقل شد. گامبیا به عنوان کشوری نسبتاً کوچک در غرب آفریقا، تنها تعداد محدودی وابستهٔ دیپلماتیک در خارج از کشور دارد.

## آفریقا
- الجزایر
  - الجزیره (سفارت)
- اتیوپی
  - آدیس آبابا (سفارت)
- گینه بیسائو
  - بیسائو (سفارت)
- موریتانی
  - نواکشوت (سفارت)
- مراکش
  - رباط (مراکش) (سفارت)
  - Dakhla (سرکنسولگری)
- نیجریه
  - آبوجا (کمیسیون عالی)
  - لاگوس (دفتر رابط)
- سنگال
  - داکار (سفارت)
- سیرالئون
  - فری‌تاون (کمیسیون عالی)
- آفریقای جنوبی
  - پرتوریا (کمیسیون عالی)

## آمریکا
- کوبا
  - هاوانا (سفارت)
- ایالات متحده آمریکا
  - واشینگتن، دی.سی. (سفارت)

## آسیا
- چین
  - پکن (سفارت)
- هند
  - دهلی نو (کمیسیون عالی)
- مالزی
  - کوالا لامپور (کمیسیون عالی)
- قطر
  - دوحه (سفارت)
- عربستان سعودی
  - ریاض (سفارت)
  - جده (سرکنسولگری)
- ترکیه
  - آنکارا (سفارت)
- امارات متحده عربی
  - ابوظبی (سفارت)

## اروپا
- بلژیک
  - بروکسل (سفارت)
- فرانسه
  - پاریس (سفارت)
- روسیه
  - مسکو (سفارت)
- اسپانیا
  - مادرید (سفارت)
- سوئیس
  - ژنو (سفارت)
- بریتانیا
  - لندن (کمیسیون عالی)

## سازمان‌های چندجانبه
- اتحادیه آفریقا
  - آدیس آبابا ((نمایندگی در اتحادیهٔ آفریقا)
- جامعه اقتصادی کشورهای غرب آفریقا
  - آبوجا (نمایندگی در جامعه اقتصادی کشورهای غرب آفریقا)
- اتحادیه اروپا

- - بروکسل (نمایندگی در اتحادیه اروپا)
- سازمان ملل متحد
  - نیویورک (نمایندگی در سازمان ملل متحد)
  - وین ((نمایندگی در سازمان ملل متحد در وین)

## نگارخانه

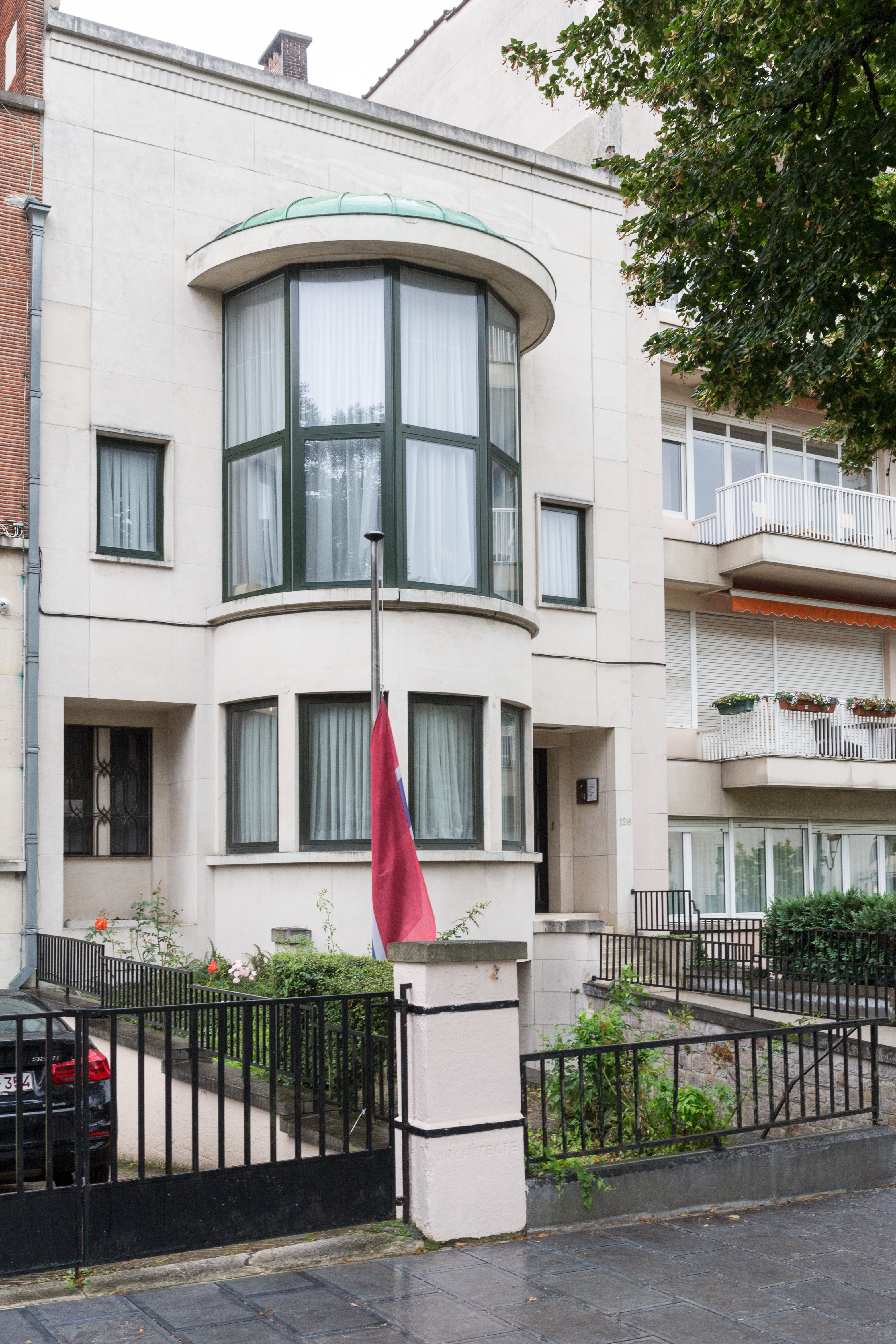
سفارت‌خانهٔ گامبیا در بروکسل
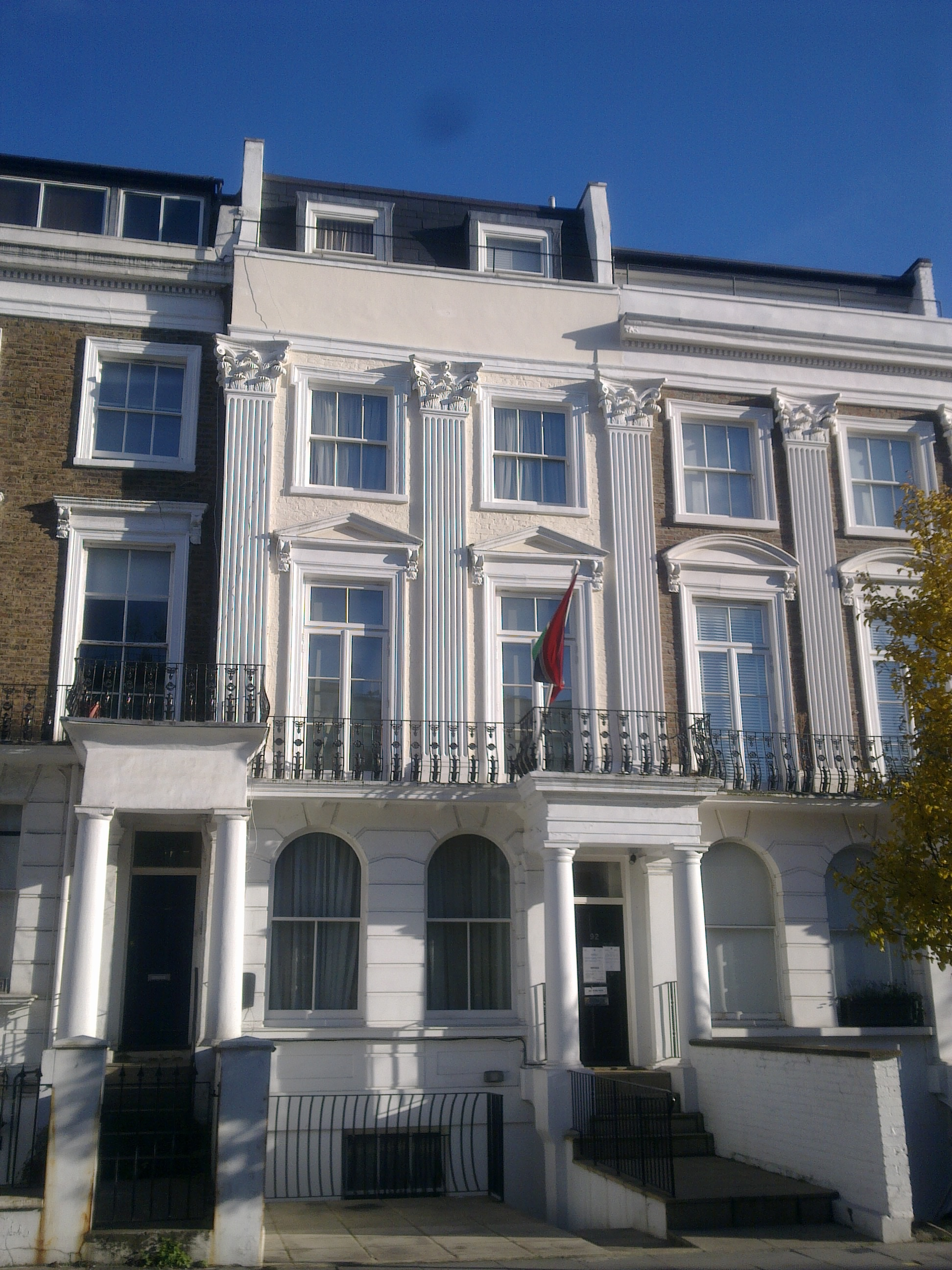
کمیسیون عالی گامبیا در لندن
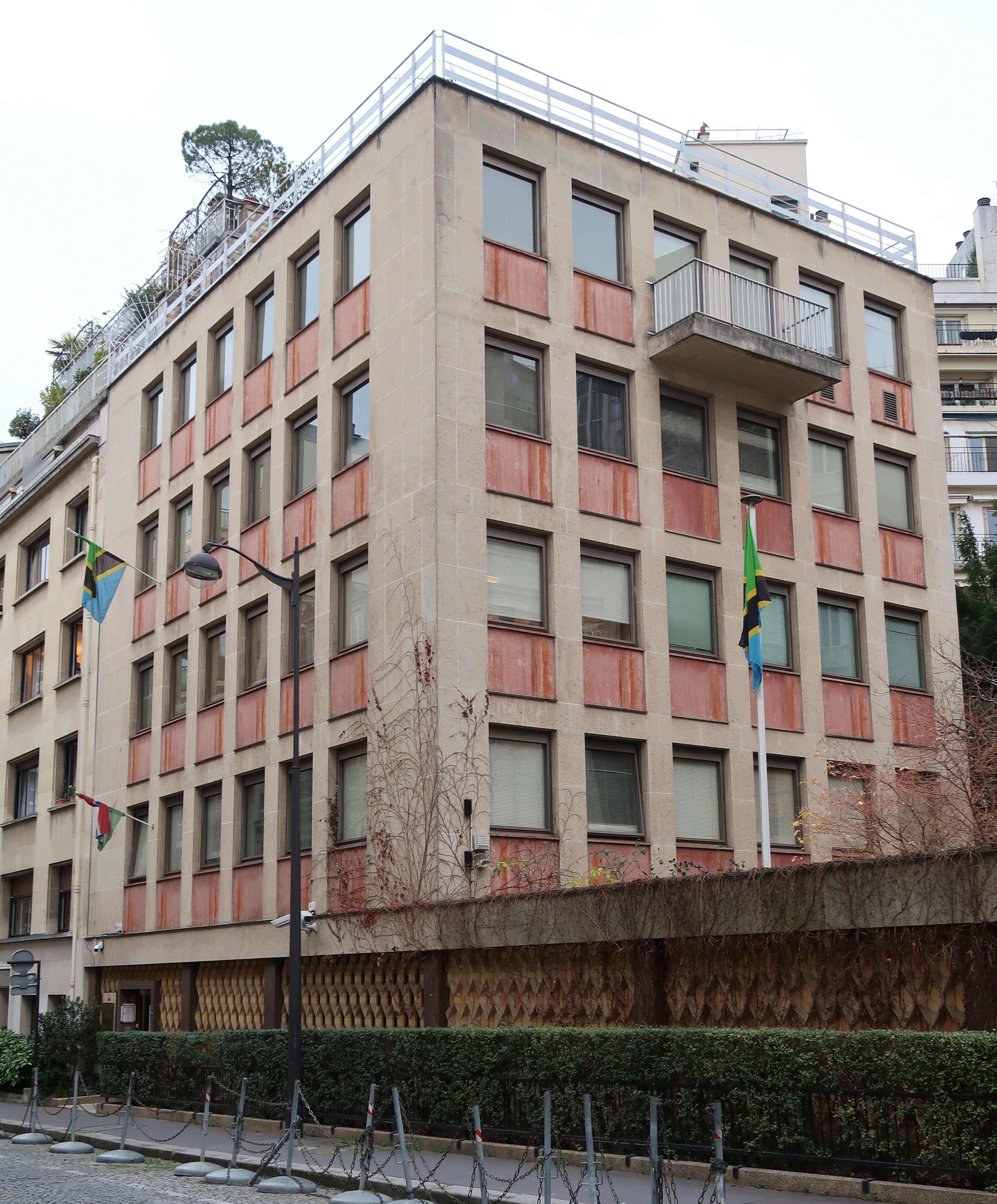
سفارت‌خانهٔ گامبیا در پاریس